# Equipo de Fed Cup de Francia
El equipo francés de Fed Cup es el representativo de Francia en la Fed Cup, la máxima competición internacional a nivel de naciones del tenis femenino. El equipo ha jugado todas las ediciones desde su creación en 1963.
Francia ha ganado las ediciones 1997 y 2003, fue finalista en 2004 y 2005, y ha sido semifinalista once veces, las últimas de ellas en 2007 y 2015.
Entre las jugadoras más destacadas de Francia se encuentran Nathalie Tauziat, Mary Pierce, Amélie Mauresmo, Gail Benedetti, Julie Halard-Decugis, Nathalie Dechy, Isabelle Demongeot, Françoise Dürr, Tatiana Golovin, Virginie Razzano y Sandrine Testud.